# Hillary Waugh
Hillary Waugh född 1920 i New Haven, Connecticut, USA, död 8 december 2008, var en amerikansk kriminalförfattare som skrev så kallade procedur-deckare. 
Waugh skrev framför allt polisdeckare och betraktas som en föregångare till exempelvis Ed McBain[källa behövs].
Waugh studerade konst och musik vid Yale University. Efter avslutade studier tog han 1942 värvning i United States Naval Air Corps. Han tjänstgjorde som pilot i Panama till slutet av andra världskriget. Efter kriget arbetade han som lärare i high school, tidningsredaktör och serietecknare. Han fick tre romaner utgivna 1947-1949, men som inte rönte några stora framgångar. 
Efter att ha läst en bok om verkliga kriminalfall bestämde han sig 1949 för att pröva med att skriva en realistisk kriminalroman. 1952 utkom Vid försvinnandet iklädd som är en realistisk roman om en mordutredning vid ett uppdiktat college för kvinnor. Romanen fick till att börja med inga speciellt bra recensioner, men efter att ha blivit lovprisad av bland andra Raymond Chandler och Julian Symons uppnådde den efterhand en allt större popularitet. Boken räknas nu in bland klassikerna vad gäller polisromaner.
Hillary skrev nästan 50 kriminalromaner och anses som en pionjär på området polisromaner men han skrev också mer hårdkokta deckare och pusseldeckare. Han använde sig också av pseudonymerna Elissa Grandower, Harry Walker och H. Baldwin Taylor. Waugh avled 2008 efter en lång tids sjukdom.

## Priser och utmärkelser
- Grand Master-diplom 1981